# 허수아비 (1973년 영화)
《허수아비》(영어: Scarecrow)는 1973년 개봉한 미국의 로드 드라마 영화로, 제리 섀츠버그가 감독을 맡았다. 1973년 제26회 칸 영화제에서 영화 《하수인》과 황금종려상을 공동 수상했다.

## 줄거리
두 부랑자—성격이 급한 전과자 맥스 밀란과 어린아이 같은 전직 선원 프랜시스 라이오넬 "라이언" 델부치—는 캘리포니아주에서 길에서 만나 피츠버그에 도착하면 세차 사업의 동반자가 되기로 합의한다. 라이언은 한 번도 만난 적 없는 아이를 만나고, 바다에서 벌었던 모든 돈을 보냈던 아이의 엄마 애니와 화해하기 위해 디트로이트로 향한다. 맥스는 피츠버그로 가는 길에 자신이 모아둔 초기 자본을 보내던 은행이 있는 곳으로 우회하기로 동의한다.
덴버에 있는 맥스의 여동생을 방문하는 동안, 둘의 장난으로 인해 한 달 동안 교도소 농장에 갇히게 된다. 맥스는 자신들의 투옥을 라이언 탓으로 돌리고 그를 피한다. 라이언은 라일리라는 수감자와 친구가 되는데, 그는 결국 라이언을 성적으로 폭행하고 육체적으로 유린하려 한다. 라이언이 저항하자, 라일리는 그를 때리고, 이빨을 부러뜨리고, 한쪽 눈을 실명시켜 그에게 정서적인 충격을 준다. 맥스는 라이언과의 우정을 되살리고 그의 보호자가 되며, 결국 라일리와 싸워 복수한다.
풀려난 후에도 맥스와 라이언은 서로에게 깊은 영향을 미치지만, 둘 다 개인적인 변화를 겪고 역할이 바뀌었다. 라이언은 여전히 트라우마에 시달리며 더 이상 걱정 없고 웃을 수도 없으며, 맥스는 긴장했던 공격적인 성격을 누그러뜨리고 술집에서 싸움을 진정시키고 라이언을 다시 웃게 하기 위해 가짜 스트립쇼를 한다.
맥스와 라이언이 마침내 디트로이트에 도착했을 때, 라이언은 공중전화를 찾아 애니에게 전화를 건다. 애니는 이제 다른 남자와 결혼하여 라이언의 다섯 살 난 아들을 키우고 있었다. 애니는 라이언이 자신을 버린 것에 여전히 분노하며, 아들을 유산했다고 거짓말한다. 라이언은 비통해하지만 맥스에게 아들이 있는 것에 대해 기쁨을 가장한다. 직후, 라이언은 도시 공원에서 아이들과 놀던 중 심리적인 붕괴를 겪고 긴장증에 걸린다. 맥스는 정신병원에 입원한 라이언에게 그를 돕기 위해 무엇이든 하겠다고 약속하고 왕복 티켓을 들고 피츠버그행 기차에 오른다.

## 출연진
- 진 해크먼
- 알 파치노
- 아일린 브레넌
- 앤 웨지워스
- 리처드 린치

## 우리말 녹음
KBS 성우진 (1985년 1월 13일)